# Adolph Klett
Adolph Klett (* 17. April 1818 in Urach; † 11. September 1880 in Marbach am Neckar) war ein württembergischer Oberamtmann.

## Leben
Adolph Klett war der Sohn eines Bürgermeisters und besuchte die Lateinschule in Urach. Von 1832 bis 1840 arbeitete er in der Oberamtskanzlei Urach. Von 1840 bis 1847 studierte er Rechts- und Regiminalwissenschaften in Tübingen, wobei er wegen einer Erkrankung das Studium von 1842 bis 1844 unterbrach. 1847 legte er die erste und 1849 die zweite höhere Dienstprüfung ab. Seine berufliche Laufbahn begann Adolph Klett 1848 als Aktuariatsverweser beim Oberamt Urach und als Kanzleihilfsarbeiter bei der Regierung des Schwarzwaldkreises in Reutlingen. Von 1850 bis 1860 war er Oberamtsaktuar beim Oberamt Ludwigsburg und von 1860 bis 1861 Sekretär im Innenministerium in Stuttgart. 1861 wurde er Oberamtmann beim Oberamt Vaihingen, 1866 wechselte er zum Oberamt Marbach. Er verstarb 1880 im aktiven Dienst.
1874 wurde Adolph Klett mit dem Ritterkreuz 1. Klasse des Friedrichs-Ordens ausgezeichnet.